# بارفتن

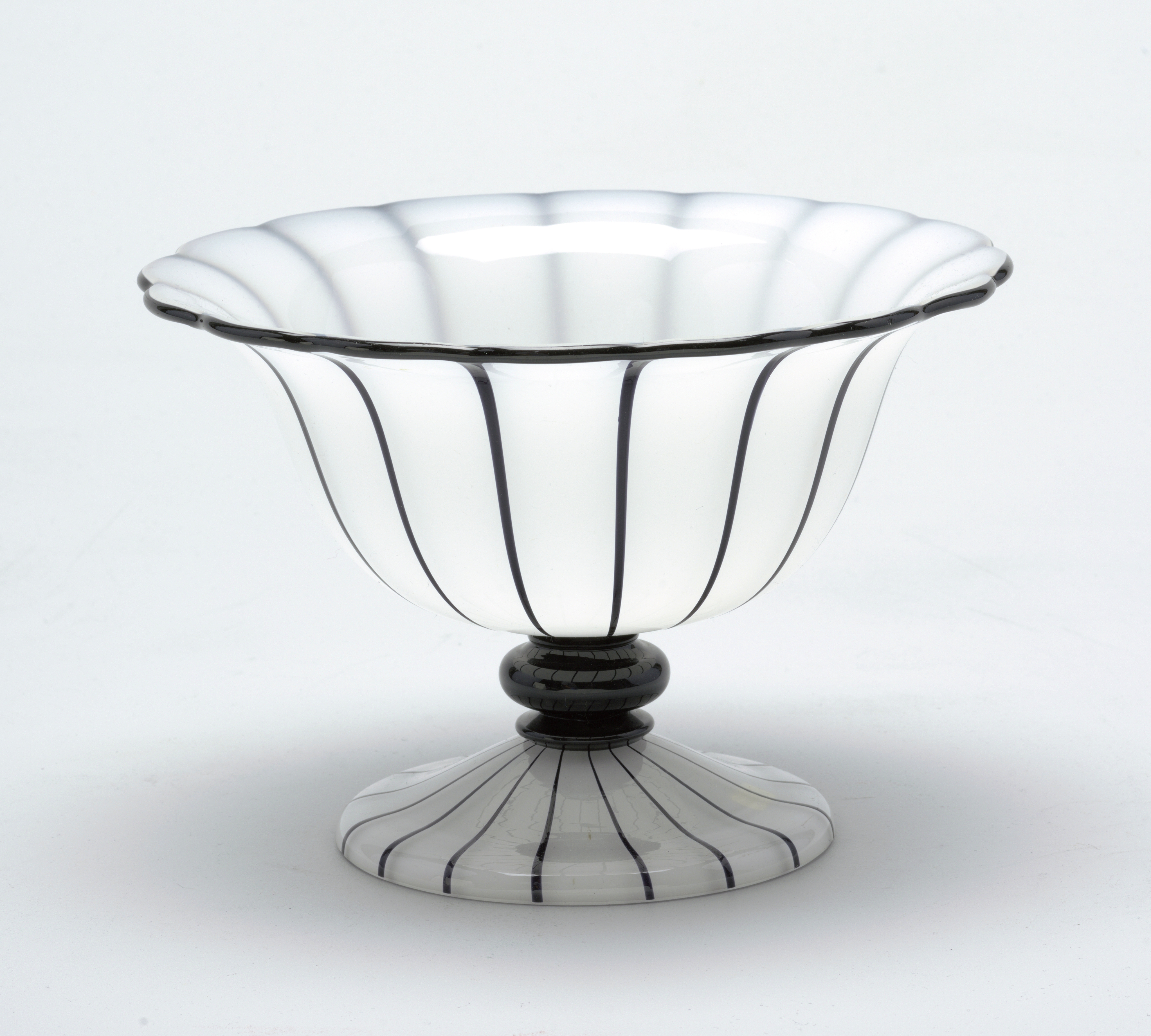
نمونه‌ای از ظروف بارفتن

بارفتن (به انگلیسی: Barfatan) اصطلاحی است که از دوره قاجار در ایران به نوعی شیشه نیمه‌شفاف، ضخیم و نقشدار، و نیز بدل چینی گفته شده‌ است. بارفتن را به سبب مشابهت با سنگ اوپال، اوپالین یا اپالی نیز خوانده‌اند.
بر خلاف شیشه‌های دیگری که شفافیت در آن‌ها مطلوب است، گونه‌های مختلف کدر بارفتن، به رنگ‌های شیری و آبی روشن و سبزِ روشن و زرد و صورتی مرغوبتر است.در سال 1361، برای اولین بار در ایران هنرمندی به نام صدراله سربندی فراهانی توانست بارفتن با کیفیت بالا و در چند رنگ تولید کند، و "نشان یک هنر" را برای تولید شیشه بارفتن از سازمان میراث فرهنگی کسب کند. اکنون بارفتن را با مارک‌های آمریکا، فرانسه و چین می‌شناسند. ظروف بارفتن ساخت آمریکا و چین در دنیا زبان‌زد هستند.